# Gerais de Balsas (tiểu vùng)
Gerais de Balsas là một tiểu vùng thuộc bang Maranhão, Brasil. Tiều vùng này có diện tích 36503 km², dân số năm 2007 là 96236 người.